# Sidrolândia
Sidrolândia là một đô thị thuộc bang Mato Grosso do Sul, Brasil. Đô thị này có diện tích 5286,49 km², dân số năm 2007 là 38139 người, mật độ 7,21 người/km².